# Larry Crowne
Larry Crowne is een Amerikaanse romantische komedie uit 2011, geregisseerd en geschreven door Tom Hanks, die eveneens de hoofdrol vertolkt.

## Verhaal
Larry Crowne, een gescheiden Navy-veteraan, werkt in een supermarkt, maar wordt er ontslagen omdat hij niet over de juiste schoolopleiding beschikt. Omdat hij alleen woont en geen nieuwe baan kan vinden, staat hij op het punt zijn huis te verliezen. Op aanraden van zijn buurman Lamar sluit hij zich aan bij een community college om alsnog een diploma te behalen.
In zijn nieuwe school ontmoet Larry uiteenlopende persoonlijkheden, die allen hopen op een betere toekomst voor zichzelf. Hij volgt onder meer het vak Spraak, dat onderwezen wordt door Mercedes Tainot, en Economie, dat gegeven wordt door Dr. Ed Matsutani. Mercedes drinkt regelmatig en is ongelukkig getrouwd met Dean, een gewezen professor die zijn dagen vult met internetporno. 
Op aanraden van klasgenote Talia sluit Larry zich aan bij een groepje scooteraars die geleid worden door haar vriendje Dell Gordo. Talia neemt ook Larry's interieur, kapsel en garderobe onder handen. Ondertussen klust Larry bij in het wegrestaurant van zijn vriend Frank.
Op een avond wordt Mercedes na een ruzie met Dean achtergelaten aan een bushalte. Larry en zijn scooterbende merken haar op, waarna hij haar een lift naar huis geeft. Onderweg zien ze hoe Dean gearresteerd wordt voor rijden onder invloed. Aan haar woning kussen Larry en Mercedes elkaar. Mercedes wil zelfs verdergaan, maar dat weigert Larry.
Later maant Mercedes hem aan om te zwijgen over wat er de vorige nacht gebeurd is tussen hen. Ze blijft ook in de veronderstelling dat Larry een relatie heeft met de veel jongere Talia, tot grote teleurstelling van Larry, die hoopte dat Mercedes oprecht in hem geïnteresseerd was. Nadien ontdekt Mercedes dat Talia en Larry slechts vrienden zijn. 
Aan het einde van het schooljaar slaagt Larry met glans, waarna hij Mercedes uitnodigt voor een etentje in zijn nieuwe woning. Mercedes rijdt naar de woning, waarna ze opnieuw een kus delen.

## Rolverdeling
- Tom Hanks – Larry Crowne
- Julia Roberts – Mercedes "Mercy" Tainot
- Gugu Mbatha-Raw – Talia
- Wilmer Valderrama – Dell Gordo
- Pam Grier – Frances
- Cedric the Entertainer – Lamar
- Taraji P. Henson – B'Ella
- Bryan Cranston – Dean Tainot
- Rami Malek – Steve Dibiasi
- Ian Gomez – Frank
- María Canals Barrera – Lala Pinedo

## Trivia
- Larry Crowne is de tweede film die geregisseerd en geschreven werd door Tom Hanks. Zijn eerste film als regisseur en scenarist was de komedie That Thing You Do! (1996).
- Larry Crowne is de debuutfilm van actrice Gugu Mbatha-Raw.